# Ruben Soroseb
Ruben Soroseb (* 1. Oktober 1979 in Omaruru, Südwestafrika) ist ein ehemaliger namibischer Behindertensportler im Powerlifting. 
Soroseb nahm an den Sommer-Paralympics 2004, 2012 und 2016 für sein Heimatland teil. 2004 war er als einziger und erster namibischer Teilnehmer Fahnenträger.
Bei den Spielen 2004 wurde Soroseb in der Gewichtsklasse bis 82,5 Kilogramm 15. 2012 folgte bis 100 kg Rang 9 und vier Jahre später bis 107 kg die gleiche Platzierung. Bei den Commonwealth Games 2014 wurde er im Schwergewicht 6. Vier Jahre zuvor war er 10. geworden.
Soroseb kam durch eine Polioerkrankung zu seiner Behinderung.